# SPBAS (CP/J)
SPBAS (CP/J) – polecenie nierezydentne systemu CP/J, zlecające przejście systemu komputerowego z trybu pracy w systemie CP/J, do trybu pracy Spectrum, w którym rolę systemu operacyjnego pełni powłoka interpretowanego języka programowania Basic.
Dyrektywa ta ma następującą postać:
SPBASprzejście systemu komputerowego z tryby pracy w systemie CP/J, do trybu pracy Spectrum, w którym systemem operacyjnym jest powłoka języka Basic.
Standardowo komputery Elwro 800 Junior uruchamiają się w trybie, w którym rolę systemu operacyjnego pełni powłoka języka programowania Basic. Interpreter tego języka zapisany jest w pamięci stałej ROM. Takie rozwiązanie szeroko było stosowane dla komputerów osobistych, szczególnie, tzw. komputerów domowych, 8-bitowych. System CP/J mógł być ładowany do systemu komputerowego wyposażonego w stację dyskietek. Otwierało to dostęp do szerokiego spektrum oprogramowania dostępnego dla systemu CP/M, z którym system CP/J był zgodny. Czasem jednak istniała potrzeba przejścia z systemu CP/J do pracy w trybie Spectrum pod kontrolą systemu Basic. Najprostszym sposobem realizacji tej czynności był reset komputera, np. specjalnym przyciskiem umieszczonym z tyłu obudowy. Innym sposobem było wydanie polecenia systemu CP/J, realizowanego dyrektywą SPBAS. Po jego wykonaniu komputer znajduje się w takim stanie jak po włączeniu zasilania, czy też po sprzętowym zerowaniu komputera.